# 斗湖堤镇
斗湖堤镇是中华人民共和国湖北省荆州市公安县下辖的一个镇。

## 概况
斗湖堤镇位于荆州以南。全镇总面积100平方公里。公安县人民政府位于斗湖堤镇。

## 交通
斗湖堤镇有207国道经过。

## 历史
斗湖堤镇以前叫油江口

## 行政区划
斗湖堤镇下辖以下村级行政区划单位：
杨公堤社区、油江社区、柳浪湖社区、孱陵社区、王家园社区、关山社区、宏泰社区、沿江社区、石桥社区、梅园社区、原种场社区、荆江社区、车胤社区、曾埠头社区、占桥社区、高建村、高强村、油江村、占桥村、同升村、潺陵蔬菜场村、大圣村、曾埠头村、德义垱村、东风村、荆华村和金滩村。